# Cry Freedom
Cry Freedom és una pel·lícula de Richard Attenborough estrenada el 1987 que conta la reticència que certs diaris tenen per obtenir les seves informacions de fonts primàries, cosa que pot contribuir a perjudicar la reputació de certs individus i de certs grups. La pel·lícula ha estat rodada a Mombasa, Kenya, Anglaterra, i Zimbàbue.

## Argument
Tracta de l'homicidi de Steve Biko sota detenció policíaca a Sud-àfrica. Kevin Kline fa el paper d'un periodista liberal (Donald Woods), amic de Biko, que intenta trobar la veritat en l'assumpte. El que és particular en la història, és que Kline formava part dels que interpreten les informacions sense anar sobre el terreny, fins al dia d'una trobada decisiva amb Biko on es pren el temps d'escoltar la versió del grup no representat pels mitjans de comunicació de l'època. Després d'haver intentat descobrir la situació inequitativa en la qual és aquesta gent, ell i la seva família deixen el país per tal d'assegurar la seva seguretat. La intriga de la pel·lícula es desenvolupa just després de la massacre de Soweto.

## Repartiment
- Kevin Kline: Donald Woods
- Denzel Washington: Steve Biko
- John Thaw: Jimmy Kruger, ministre de Justícia
- Josette Simon: D. Ramphele
- Wabei Siyolwe: Tenjy
- John Matshikiza: Mapetla
- Juanita Waterman: Ntsiki Biko
- Zakes Mokae: El pare Kani
- Nick Tate: Richie
- Evelyn Sithole: infermera
- Xoliswa Sithole: infermera
- James Coine: jove